# Чахув (Західнопоморське воєводство)
Чахув (пол. Czachów, нім. Zachow) — село в Польщі, у гміні Цединя Грифінського повіту Західнопоморського воєводства.
Населення — 190 осіб (2011).
У 1975-1998 роках село належало до Щецинського воєводства.

## Демографія
Демографічна структура станом на 31 березня 2011 року:
|          | Загалом | Допрацездатний вік | Працездатний вік | Постпрацездатний вік |
| -------- | ------- | ------------------ | ---------------- | -------------------- |
| Чоловіки | 91      | 18                 | 67               | 6                    |
| Жінки    | 99      | 20                 | 60               | 19                   |
| Разом    | 190     | 38                 | 127              | 25                   |